# Румянцев, Николай Васильевич (религиовед)
Николай Васильевич Румя́нцев (1892‒1956) — советский религиовед, историк христианства, журналист, активный участник атеистического движения, переводчик с немецкого; один из авторов БСЭ1 по основным сюжетам христианской религии. Доказывал мифичность существования Иисуса Христа; рассматривал Христа, Марию и апостолов как зодиакальные созвездия, а крестный путь Христа — как ежегодный путь солнца по эклиптике.

## Биография
Служил учителем обществоведения средней школы Можайска (1920-е).
Активно сотрудничал с обществом «Атеист» (издателем его монографий) и Союзом воинствующих безбожников.

## Список произведений
История христианства в переводах и трудах Румянцева передана через ключевые фигуры, праздничные события и реликвии. Труды выражают радикальную версию мифологической школы атеизма, получившей наиширокое распространение в СССР в 1920-е гг.

### Переводы
- Древс, Артур. Жил ли апостол Петр? / Проф. Артур Древс; Пер. и прим. Н. Румянцева ; Предисл. И. Шпицберга. — Москва: Атеист, 1924. — VIII, 100 с. : ил.; 26 см
- Древс, Артур. Жил ли Христос? / Артур Древс; Пер. с нем. Н. В. Румянцева. — М.: Атеист, 1924. — 46, [1] с., 8 ил.; 26 см.
- Древс, Артур. Миф о Христе. Том I / перевод с 3-го немецкого издания : / А. Древс; под ред. и с предисл. П. А. Красикова. — М.; Ленинград: Гос. изд-во, 1925. — 208 с. — 24 см.
- Древс, Артур. Миф о Христе. Том II / Проф. А. Древс ; Пер. с нем. Н. Румянцева. Под ред. П. Красикова. — М.: Атеист, 1924. — 290 с.; 22 см
- Древс, Артур. Миф о деве Марии / Проф. А. Древс; Пер. с нем. Н. Румянцева. — М.: Атеист, 1926. — 106 с.; 25 см.

### Издания
- Миф о Иоанне Крестителе / Н. В. Румянцев. — М.: Атеист, 1923. — 64 стб. : ил.
  - Миф об Иоанне крестителе / Н. Румянцев. — 2-е изд., перераб. — М.: Атеист. тип. Комбината в Борисове, [19--]. — 40 с.
  - Миф об Иоанне крестителе / Н. Румянцев; Обложка: Сер[гей] Поп[ов]. — 3-е изд., перераб. — М.: Атеист, 1930 (Рязань: Рязгостип.). — 46 с.
  - Миф об Иоанне крестителе / Н. Румянцев; Обложка: Сер[гей] Поп[ов]. — 4-е изд., перераб. — М.: Атеист, 1930 (Рязань: Окружная тип. «Мосполиграф»). — 48 с.

- Рождество Христово: Очерк сравнительной мифологии / Н. В. Румянцев. — М.: Атеист, 1923. — 16 с. : ил.
  - Рождество христово, его происхождение и классовая роль / Н. Румянцев. — М.: Гос. антирелиг. изд., 1937. — 42 с.
  - Рождество христово его происхождение и классовая роль / Н. Румянцев. — Смоленск : Смолгиз, 1937 (тип. ОУМП). — 47 с.
  - Рождество Христово, его происхождение и классовая роль / Н. Румянцев. — Горький : Обл. изд., 1937 (тип. «Полиграф»). — 47 с.
  - Рождество христово, его происхождение и классовая роль / Н. Румянцев; Калин. обл. оргбюро Союза воинств. безбожников. — Калинин : Обл. изд. Тип. изд-ва «Пролет. правда», 1937. — 40 с.
  - Рождество христово, его происхождение и классовая роль / Краснодар. совет Союза воинств. безбожников. — 2-е изд., испр. — Краснодар : Тип. Изд-ва «Большевик», 1938. — 47 с.
  - Рождество христово, неговото произхождение и класовата му роля. — Киев : Държ. изд. на нац. малц. в УССР, 1938 (9 полигр. ф-ка ГУП и КП). — 64 с.

- Рождественская мифология / Н. Румянцев. — М.: Атеист, 1924. — 37, [2] с. : ил.
- Пасхальная мифология / Н. В. Румянцев. — М.: Атеист, 1924. — 249 с. : ил.
- Смерть и воскресение спасителя: Исследование из области сравнительной мифологии / Н. Румянцев. — М.: Атеист, 1925. — 25 см.
- Святой Тихон Амафунтский: исследование из области культа святых / Н. Румянцев. — М.: Атеист, 1925. — 46, [1] с. : ил.
- Дохристианский Христос / Н. Румянцев. — М.: Атеист, 1926. — 108 с.
- Великий шантаж: Реликвии христа / Н. Румянцев. — Ржев: Атеист, 1926. — 78 с. : ил.
  - Великий шантаж / Н. Румянцев. — М.: Атеист, 1926—1928. — ил.; 25 см. Вып. 1: Реликвии Христа. — 1926. — 78 с. : ил.
  - Великий шантаж / Н. В. Румянцев. — 3-е изд. — М.: Атеист, 1929. — 1 т. — 27 см.
- Великий шантаж / Н. Румянцев. — М.: Атеист, 1926—1928. — ил.; 25 см. Вып. 2: Мощи новозаветных и ветхозаветных героев. — 1928. — 50 с. : ил.
  - Великий шантаж / Н. В. Румянцев. — 3-е изд. — М.: Атеист, 1929. — 1 т.; 26 см. Вып. 2: Мощи новозаветных и ветхозаветных героев. — 1929. — 48 с. вкл. ил.
  - Великий шантаж : Мощи ветхозаветных и новозаветных героев / Н. В. Румянцев. — 5-е изд., испр. и доп. С 41 ил. — М.: Атеист, [19--] (Вологда : тип. «Северный печатник»). — 123, [3] с., 2 с. объявл. : ил.

- Мощи новозаветных героев : (с 12 рис.) / Н. Румянцев. — М.: Науч. о-во Атеист, 1927 (тип. ОГПУ им. т. Воровского). — 32 с. : ил.
- Пророк Илия: С 15 рис. / Н. В. Румянцев. — M.: Атеист, 1928 (17-я тип. «Мосполиграф»). — 74, [6] с., из них 4 с. объявл. : ил.
  - Пророк Илия : С 13 рис. / Н. В. Румянцев. — 2-е изд. — М.: Атеист, 1929 (Рязань: Рязгостип.). — 68 с. : ил.
  - Пророк Илия : С 10 рис. / Н. В. Румянцев. — 3-е изд. — М.: Атеист, 1930 (Борисов: тип. Комбината). — 67 с. : ил.
  - Пророк Илия / Н. В. Румянцев. — 4-е изд. — М.: Атеист, 1930 (Рязань : Гостип.). — 68 с.

- Жила-ли дева Мария? / Н. В. Румянцев. — 2-е изд. — М.: Атеист, 1929 (Рязань: Гостип. в Рязани). — 64 с. : ил.
  - Жила-ли дева Мария? / Н. В. Румянцев. — 3-е изд., испр. — М.: Атеист, 1929 (Рязань: Гостип. в Рязани). — 92 с. : ил.
  - Жила ли дева Мария? / Н. В. Румянцев. — М.: Атеист, 1929 («Мосполиграф» 18 тип. им. М. И. Рогова). — 64 с. : ил.

- Что за праздник троица? / Н. Румянцев; Центр. совет Союза безбожников СССР. — M.: «Мосполиграф», 14-я тип., 1929. — 3 с.

- Вознесение — троица — духов день: Из истории церковного календаря / Н. Румянцев. — М.: Атеист, 1929 («Мосполиграф», 18 тип. им. М. И. Рогова). — 44 с. : ил.
  - Вознесение. Троица. Духов день: Из истории церковного календаря / Н. В. Румянцев. — 3-е изд. — М.: Атеист, 1930 (Гостип. в Рязани). — 48 с.

- Крещение. Сретение. Благовещение: Из истории церковного календаря / Н. В. Румянцев. — M.: Атеист, 1929 («Мосполиграф», 18 тип. им. М. И. Рогова). — 36 с.
  - Крещение. Сретение. Благовещение: Из истории церковного календаря / Н. В. Румянцев. — 2-е изд., испр. — М.: Атеист, 1930 (Гостип. в Рязани). — 47 с., [1] с. объявл.

- Воздвижение и первый спас: Из истории церковного календаря : (С 2 табл.) / Н. Румянцев. — М.: Атеист, 1929 («Мосполиграф» 18 тип. им. М. И. Рогова). — 24 с. : ил.
  - Воздвижение и первый спас : Из истории церковного календаря / Н. Румянцев. — 2-е изд. — М.: Атеист, 1929 («Мосполиграф» 18 тип. им. М. И. Рогова). — 24 с. : ил.
  - Воздвижение и первый спас: Из истории церковного календаря / Н. Румянцев. — 3-е изд. — М.: Атеист, 1930 (Рязань : Рязгостип. в Рязани). — 28 с.

- Языческие христы: Античные предшественники христианства / Н. Румянцев. — М.; Ленинград : Гос. изд-во, 1929 (М. : 1-я Образцовая тип.). — 192 с.

- Пасха, ее значение и происхождение. — М.: Безбожник, 1929. — 32 с.
  - Пасха, ее происхождение и значение. — М.: Безбожник, 1929. — Обл., 32 с.; 15 см. — (Материалы для массовой работы в избах-читальнях, клубах и красных уголках/ Союз безбожников СССР и Главполитпросвет).
  - Пасха и ее происхождение и значение. — М.: акц. изд. о-во «Безбожник» : Мосполиграф, [19--] (14-я тип.). — 32 с.; 15х11 см. — (Материалы для массовой работы в избах-читальнях, клубах и красных уголках/ Союз безбожников СССР и Главполитпросвет).
  - Пасха, ее происхождение и значение / Н. Румянцев ; Центр. совет Союза воинств. безбожников СССР. — 3-е изд., испр. — М.; Ленинград: Огиз — Моск. рабочий, 1931 (М. : 13-я тип. Огиза). — 64 с.
  - Пасха, ее происхождение и значение / Н. Румянцев ; Центр. совет Союза воинств. безбожников СССР. — 4-е изд., испр. и стер. — М.; Ленинград : Огиз — Моск. рабочий, 1931 (М. : 13-я тип. Огиза). — 64 с.

- Богородицыны праздники / Н. Румянцев; Центр. совет Союза воинствующих безбожников СССР. — М.: Безбожник, 1930 (14 тип. «Мосполиграф»). — 68, [2] с., [2] с. объявл.

- Происхождение рождества христова / Н. Румянцев ; Центр. совет Союза воинствующих безбожников СССР. — М.: Безбожник, 1930 (тип. изд-ва «Дер эмес»). — 78, [2] с.
  - Происхождение рождества христова / Н. Румянцев ; Центр. совет Союза воинств. безбожников СССР. — М.; Ленинград : Огиз — Моск. рабочий, 1931 (М. : тип. изд-ва «Дер эмес»). — 80 с.
  - Происхождение и классовая сущность праздника рождества христова. — М.: ГАИЗ, 1939. — 48 с.
  - Pochodzenie i klasowa treść święta «bożego narodzenia» / M. Rumiancew. — Kijów : Ukrderżnacmenwydaw, 1940 (Lwowie). — 64 s.
  - Происхождение рождества Христова. — М.: ГАИЗ, 1938 (Школа ФЗУ треста «Полиграфкнига»). — 44 с.
  - Происхождение рождества христова / Н. Румянцев ; Центр. совет Союза воинств. безбожников СССР. — М.; Ленинград: Огиз — Моск. рабочий, 1931. — 80 с.

- Преображение господне: Из истории церковного календаря / Н. В. Румянцев. — 2-е изд., доп. — М.: Атеист, 1930 (Рязань: Гостип.). — 24 с.
  - Преображение господне : Из истории церковного календаря / Н. В. Румянцев. — М.: Атеист : Мосполиграф, [19--] (14-я тип.). — 16 с.

- Масляница : Из истории церковного календаря / Н. В. Румянцев. — М.: Атеист, 1930 (Рязань: Гостип.). — 46, [2] с. объявл.

- Осенние религиозные праздники. — M.: Акц. изд. о-во «Безбожник», 1929 (тип. «Гудок»). — 30 с., 1 л. бланка заказа; 15х11 см. — (Материалы для массовой работы в избах-читальнях, клубах и красных уголках/ Союз безбожников С. С. С. Р. и Главполитпросвет).
  - Осенние религиозные праздники в крестьянском быту / Н. Румянцев; Центр. совет Союза воинств. безбожников СССР. — М.; Ленинград: Огиз — Моск. рабочий, 1931 (М. : 13-я тип. Огиза)

- Жил ли Иисус Христос / Н. Румянцев; Центр. совет Союза воинств. безбожников СССР. — М.; Ленинград : Огиз — Моск. рабочий, 1931 (М. : тип. изд-ва «Дер эмес»). — 30, [2] с.
  - Жил ли Иисус Христос? / Н. Румянцев. — М.: ГАИЗ, 1937 (тип. изд-ва «Крестьян. газ.»). — Обл., 55 с.
  - Жил ли Иисус Христос. — 2-е изд., доп. — М.: ГАИЗ, 1938 (Школа ФЗУ треста «Полиграфкнига»). — 56 с.
  - Живял ли е Исус Христос. — Киев : Укрдържнацмениздат, 1939. — 86 с.
  - Hat Jesus Christus gelebt? / Übertragung aus dem Russischen von A. Wiebach. — 2 ergänzte Aufl. — Киев : Staatsverl. d. nat. Mind. d. USSR, 1939 (9 poligr. F-k). — 111 S.

- Апокалипсис — откровение Иоанна, его происхождение и классовая роль / Н. Румянцев; Переплет: Д. Бажанов; Центр. совет Союза воинств. безбожников СССР. — М.: Гаиз, 1934 (17 ф-ка нац. книги треста «Полиграфкнига»). — 114, [2] с.

- Православные праздники, их происхождение и классовая сущность. — Центр. совет Союза воинствующих безбожников СССР. — М.: Гос. антирелигиозное изд-во, 1933 (тип. изд-ва «Крест. газ.»). — 293 с. : ил.
  - Православные праздники, их происхождение и классовая сущность / Н. Румянцев. — 2-е изд., перераб. — М.: Гаиз, 1936 (17 ф-ка нац. книги треста «Полиграфкнига»). — Переплет, 448 с. : ил.
  - Православные праздники, их происхождение и классовая сущность. -Киров : Обл. изд-во, 1938 (Типо-лит. Облместпрома). — 264 с.
  - Православные праздники, их происхождение и классовая сущность / Н. Румянцев. — 3-е изд., доп. и испр. — М.; Рязань: Русская Правда, 2011. — 461 с. : ил.; 21 см. — (Библиотека атеиста); ISBN 978-5-904021-10-8
  - Пасха : (Материалы для лекторов из книги Н. Румянцева «Православные праздники, их происхождение и классовая сущность», глава XIII в сокр. виде) / Горьк. лекционное бюро Облоно и Горьк. обл. совет СВБ. — Горький : тип. изд. газ. «Больш. вахта», 1937. — 26 с.

- О престольных праздниках. — М.: ГАИЗ, 1939. — 48 с.
  - О престольных праздниках. — М.: Воениздат, 1940. — 32 с.; 20 см. — (Антирелигиозная библиотека).

- Против пасхи. — М.: ГАИЗ, 1939. — 44 с. : ил.

- Происхождение христианства / Из подготовленного к печати «Антирелигиозного учебника» под ред. М. Шейнмана. — Алма-Ата : Казпартиздат, 1937 (кн.-журн. тип. НКМП). — 42 с.; 20 см. — (В помощь антирелигиозной учебе).
  - Происхождение христианства и его краткая история. — М.: Воениздат, 1940 (Ленинград). — 56 с. : ил., карт.; 19 см. — (Антирелигиозная библиотека).
- Летние церковные праздники и их реакционная роль. — Калинин : Калин. обл. лит. изд-во, 1939. — 90 с.;
  - Летние религиозные праздники. — М.: акц. изд-во «Безбожник», [19--] (тип. «Гудок»). — 30 с., [2] с. объявл.; 15х11 см. — (Материалы для массовой работы в избах-читальнях, клубах и красных уголках/ Союз безбожников СССР и Главполитпросвет).

- Происхождение пасхи: Из истории церковного календаря / Н. В. Румянцев. — М.: Атеист : Мосполиграф, [19--] (18 тип. им. М. И. Рогова). — 72 с. : ил.
  - Происхождение пасхи: Из истории церковного календаря / Н. В. Румянцев. — 2-е изд., (испр.). — М.: Атеист, [19--] (Рязань: Гостип.). — 83 с., [1] с. объявл.

- Против религиозных праздников — за новый быт : (Пояснит. текст к серии диапозитивов на кинопленке) / Автор Н. В. Румянцев; Ред. Ф. Н. Олещук; Центр. совет Союза воинств. безбожников СССР. — М.: 5 тип. Трансжелдориздата, 1936. — 20 с.
- Православные обряды и праздники и их происхождение / [Предисл. Ф. Олещука]. — М.: Изд. и ф-ка юношеской книги изд-ва «Мол. гвардия», 1938. — 95 с.
- Миф о Христе и христовы праздники. — М.: ГАИЗ, 1940. — 64 с. : ил.
- Погода и её предсказание. — М.: ГАИЗ, 1941. — 48 с. : ил.

### Редактировал
- Глоба-Михайленко, Надежда Васильевна. Религия и церковь в СССР : [Пояснит. брошюра к серии кинопленочных диапозитивов] / Н. В. Глоба-Михайленко ; Под ред. Н. Румянцева (ЦСВ безбожника). — М.: Союзкино, 1931 (Тамбов : тип. «Пролетарский светоч»). — 32 с.; 13x9 см.